# Terry Gilliam
Terry Gilliam, artiestennaam van Terrence Vance Gilliam (Minneapolis (Minnesota), 22 november 1940) is een Amerikaans animator en filmregisseur. Hij is een van de zes leden die de komediegroep Monty Python oprichtten. 

## Biografie

### Jeugd
Gilliam werd geboren in Minneapolis (Minnesota), als oudste van drie kinderen. In 1951 verhuisde het gezin naar Californië omdat het droge klimaat van die streek beter was voor Gilliams astmatische zuster. Na de Birmingham High School te hebben doorlopen ging Gilliam naar Occidental College in Eagle Rock bij Los Angeles.

### Studie en begin loopbaan
Aanvankelijk studeerde Gilliam natuurkunde, daarna schakelde hij over op de zeven vrije kunsten (Arts), en ten slotte studeerde hij af met een Bachelor of Arts-graad in politieke wetenschappen.
Gilliam begon zijn loopbaan in New York, als tekenaar van het satirische magazine Help! - een zusterpublicatie van het satirische tijdschrift Mad Magazine.
Terwijl hij nog studeerde aan het Occidental College stuurde Gilliam zijn bijdragen aan het college-tijdschrift Fang al op aan Harvey Kurtzman, redacteur en medeoprichter van Help!, en hij was opgetogen toen hij bij zijn idool kon werken als assistent-redacteur. In een van zijn bijdragen aan Help! kwamen foto's voor van de Britse komiek John Cleese, die indertijd optrad in New York, en later – mede door de samenwerking met Gilliam – wereldwijde faam zou behalen.
Gilliam vervulde zijn militaire dienst bij de National Guard waar hij karikaturen van officieren tekende. Hij zwierf vervolgens enige tijd door Europa, om na terugkomst in de Verenigde Staten bij een reclamebureau in Los Angeles te werken. Toen hij daar werd ontslagen, verhuisde Gilliam met zijn vriendin naar Londen.

## Doorbraak en carrière

### Bij Monty Python
Op zoek naar werk belde hij John Cleese op, de enige Engelsman die hij kende. Zo werd Gilliam het enige Amerikaanse lid van het verder zeer Britse Monty Python. Hij was als animator verantwoordelijk voor de surrealistische en bizarre tekenfilmpjes die veelvuldig door de sketches werden gestrooid. Gilliam benutte de collagetechniek: foto's, tekeningen, letters en artikelen werden uitgeknipt en voor de animaties gebruikt.
Gilliam schreef verder ook mee aan de verhalen van Monty Python en als acteur was hij vaak te zien in de afleveringen van Monty Python's Flying Circus.
Samen met Monty Python maakte Terry Gilliam in 1975 zijn eerste echte speelfilm: Monty Python and the Holy Grail. Gilliam maakte hiervan niet alleen de animatiescènes maar ook deed hij, samen met Terry Jones, de regie van alle andere scènes.

### Als zelfstandig regisseur
Het enorme succes van Monty Python gaf Gilliam de mogelijkheid om zelf speelfilms te gaan regisseren en in 1977 maakte hij zijn speelfilmdebuut met Jabberwocky, een knettergekke komedie over een middeleeuwse ridder die een draak moet verslaan. Hierna behaalde Gilliam groot commercieel succes met Time Bandits een fantasiekomedie over een jongetje dat gaat tijdreizen.
In 1985 maakte Gilliam zijn meesterwerk met de surrealistische, bizarre, absurde en satirische sciencefictionkomedie Brazil. Deze cultklassieker, die gaat over een eenzame regeringsambtenaar die betrokken raakt bij een regeringscomplot, wordt gezien als Gilliams beste film. In Brazil lopen droom en werkelijkheid in elkaar over, de film is geïnspireerd op de literatuur van Franz Kafka en de film bevat talloze kleine beeldgrapjes, woordspelingen, symboliek en verwijzingen naar andere films en cultuur. Het camerawerk, de decors, de kostuums, de acteurs en de muziek: alles aan Brazil is zwaar overdreven.
Helaas kent Gilliam ook zijn zwakheden. Al tijdens de opnames van Brazil ging er van alles mis. Gilliam kreeg niet de volledige zeggenschap over de film, en de productiemaatschappij ging zich bemoeien met de situatie die zij als ontspoord inschatten.
Bij zijn volgende film ging het helemaal mis: tijdens de opnames van The Adventures of Baron Munchausen (1988)  kreeg Gilliam ruzie met zo'n beetje iedereen. Hij werd ontslagen, maar er was geen regisseur die het project kon afmaken en dus moest Gilliam maar opnieuw worden aangenomen. Uiteindelijk kreeg Gilliam geen eindverantwoordelijkheid over de montage, en de film werd achter z'n rug om door de studio opnieuw gemonteerd. Baron Munchausen werd een peperdure flop.
In 1999 begon Gilliam aan The Man Who Killed Don Quixote, een verfilming van Don Quichot. De opnames van deze film werden gefrustreerd door allerlei tegenslagen. Zo werden de geluidsopnames tijdens het filmen geruïneerd door gelijktijdige schietoefeningen van de NAVO en veranderde het droge landschap van de filmlocatie na een nacht vol regen dusdanig dat deze opnames waardeloos werden en er wegens continuïteit ook niet verder kon worden gefilmd. Hoofdrolspeler Jean Rochefort kampte met medisch-somatische problemen, waardoor hij zijn paard niet meer kon bestijgen. De film werd na onenigheid met de productiemaatschappij nooit meer afgemaakt. In augustus 2008 liet Gilliam in een interview met de krant The Independent weten, dat hij toch weer aan de film ging werken, zij het met een ander script. De eerder gemaakte opnames werden dan ook niet gebruikt voor de uiteindelijke film die 2018 werd uitgebracht, ditmaal met onder meer Jonathan Pryce in de hoofdrol van 'Don Quixote'.
Gilliams conflicten met productiemaatschappijen zijn berucht en uitgebreid beschreven.
Ondanks al deze problemen maakte Gilliam in 1990 The Fisher King, een psychologisch drama over de vriendschap tussen een depressieve, alcoholistische tv-presentator en een maffe zwerver die zich terugtrekt in een fantasiewereld. De film is een subtiel drama met veel humor, met in de hoofdrollen Jeff Bridges en Robin Williams. In 1995 behaalde Gilliam zijn grootste succes met 12 Monkeys. Deze zeer complexe fantasie-thriller wordt gezien als een meesterwerk. In 1998 maakte Gilliam het hallucinatorische Fear and Loathing in Las Vegas', een film die aanvoelt als een lsd-trip. Deze film was geen groot succes maar geniet wel een zekere cultstatus.

### Stijlkenmerken
Gilliams films hebben een karakteristieke uitstraling; veelal is een korte scène al zeer herkenbaar als afkomstig uit een van zijn films. Die films hebben vaak iets barokachtigs, met bijvoorbeeld computermonitors voorzien van een vergrootglas, of een rode ridder die bedekt is met wapperende kledingstukken. Gilliam houdt ook erg van vreemde tegenstellingen.

## Persoonlijk
Sinds 1973 is Gilliam getrouwd met Maggie Weston, die maskers maakt en in die hoedanigheid aan veel  films en afleveringen van zowel Gilliam als Monty Python heeft meegewerkt. In oktober 1980 werd hun dochter Holly Dubois Gilliam geboren, die later op vijfjarige leeftijd een klein rolletje speelde in Gilliams Brazil uit 1985.

## Filmografie
- Monty Python and the Holy Grail (1975) (regie, samen met Terry Jones)
- Jabberwocky (1977) (scenario en regie)
- Time Bandits (1981) (scenario en regie)
- Brazil (1985) (scenario en regie)
- The Adventures of Baron Munchhausen (1988) (scenario en regie)
- The Fisher King (1991) (regie)
- 12 Monkeys (1995) (regie)
- Fear and Loathing in Las Vegas (1998) (regie)
- The Brothers Grimm (2005) (regie)
- Tideland (2005) (regie)
- The Imaginarium of Doctor Parnassus (2009/2010) (regie)
- The Man Who Killed Don Quixote (2018) (scenario en regie)

Gilliams mislukte pogingen om The Man Who Killed Don Quixote te filmen werden vastgelegd in de documentaire Lost in La Mancha (2002). Het is een klassieker onder de achter-de-schermendocumentaires.